# Vini
Vini är ett fågelsläkte med lorikiter i familjen östpapegojor inom ordningen papegojfåglar. Släktet omfattar elva nu levande arter som förekommer från öar utanför östra Nya Guinea österut till Polynesien:
- Grön lorikit (V. meeki)
- Rödhakad lorikit (V. rubrigularis)
- Palmlorikit (V. palmarum)
- Rödstrupig lorikit (V. amabilis)
- Nyakaledonienlorikit (V. diadema)
- Kraglorikit (V. solitaria)
- Blåkronad lorikit (V. australis)
- Ultramarinlorikit (V. ultramarina)
- Hendersonlorikit (V. stepheni)
- Rimataralorikit (V. kuhlii)
- Safirlorikit (V. peruviana)

Grön lorikit till nyakaledonienlorikit placerades tidigare i Charmosyna och kraglorikiten i Phigys men genetiska studier visar att de är närbesläktade med de i Vini och förs numera vanligen hit.
Ytterligare två arter finns beskrivna som dog ut under holocen:
- Sinotolorikit (V. sinotoi)
- Nederlagslorikit (V. vidivici)